# Ивановка (Приютский сельский совет)
Ивановка (укр. Іванівка) — село,
Приютский сельский совет,
Магдалиновский район,
Днепропетровская область,
Украина.
Код КОАТУУ — 1222386504. Население по переписи 2001 года составляло 168 человек.

## Географическое положение
Село Ивановка находится в 3,5 км от правого берега реки Кильчень,
примыкает к селу Приют.
По селу протекает пересыхающий ручей с запрудой.